# Cochemiea saboae
Cochemiea saboae ist eine Pflanzenart aus der Gattung Cochemiea in der Familie der Kakteengewächse (Cactaceae).  Das Artepitheton saboae ehrt die US-amerikanische Kakteensammlerin Kathryn Sabo (* 1917) aus Woodland Hills.

## Beschreibung
Cochemiea saboae wächst einzeln oder auch kleine Gruppen bildend mit fleischigen Wurzeln. Die eiförmigen, grünen Triebe sind 1 bis 4 Zentimeter lang und haben dabei einen Durchmesser von 1 bis 3,5 Zentimeter. Die kleinen Warzen sind leicht gerundet, glatt und führen keinen Milchsaft. Die Axillen sind nackt. Die Mitteldornen fehlen. Selten wurde ein Mitteldorn mit einer Länge von 2 Millimeter beobachtet. Die 17 bis 45 Randdornen sind sehr schlank, glasig weiß, basal gelb und zum Teil leicht gebogen. Sie werden bis zu 2 Millimeter lang.
Die trichterigen Blüten sind rosa. Sie werden bis zu 6,5 Zentimeter lang mit einem eben so großen Durchmesser. Die Früchte sind im Pflanzenkörper eingesenkt. Sie enthalten schwarze Samen.

## Verbreitung, Systematik und Gefährdung
Cochemiea saboae ist in den mexikanischen Bundesstaaten Chihuahua, Sonora und Durango verbreitet.
Die Erstbeschreibung als Mammillaria saboae erfolgte 1966 durch Charles Edward Glass. Alexander Borissovitch Doweld stellte die Art im Jahr 2000 in die Gattung Cochemiea.
Es werden folgende Unterarten unterschieden:
- Cochemiea saboae subsp. saboae
- Cochemiea saboae subsp. goldii (Glass & R.A.Foster) Doweld
- Cochemiea saboae subsp. haudeana (A.B.Lau & K.Wagner) Doweld

In der Roten Liste gefährdeter Arten der IUCN wird die Art als „Least Concern (LC)“, d. h. als nicht gefährdet geführt.

## Nachweise